# Bravest Warriors
Bravest Warriors ist eine US-amerikanische Zeichentrickserie von Pendleton Ward. Die Serie, die im Jahr 3085 spielt, folgt vier jugendlichen Helden, die durch das Universum fliegen und mit der Kraft ihrer Emotionen außerirdische Wesen und ihre Welten retten.

## Inhalt
Die Bravest Warriors sind vier Jugendliche, die durch das Universum reisen und dabei Aufträge ausführen, die meistens die Rettung niedlicher Außerirdischer beinhalten. Jeder der vier hat ein Tier, das ihn begleitet und das sich in eine Waffe oder ein mächtiges Wesen verwandeln kann, die ihnen bei den Aufträgen helfen.

## Figuren
- Christopher „Chris“ Kirkman – der 17-jähriger Anführer von Bravest Warriors. Er ist verliebt in seine beste Freundin und Kameradin Beth. Sein Tier ist eine Biene, die sich in ein Schwert mit Bienenschwarm verwandeln kann.
- Beth Tezuka – die zukünftige Anführerin von Bravest Warriors und Eigentümerin einer Katze, die sich in eine Neunschwänzige Katze verwandeln kann. Ihr Vater hat die Maschine entwickelt, mit der die Vier reisen.
- Daniel „Danny“ Vasquez – Drittes Mitglied der Bravest Warriors und Erfinder, der der Gruppe unter anderem eine Zeitmaschine baut. Sein Hund kann ein Schwert oder eine Pistole werden.
- Wallow – Dieses Mitglied der Bravest Warriors hat in seinen Handschuhen einen Computer mit künstlicher Intelligenz. Außerdem kann sein Falke die Form einer Axt annehmen.

- Plum – eine Merewif, ein amphibischer Alien. Sie ist befreundet mit den Bravest Warriors.
- Impossibear – ein ungewöhnlicher Bär
- Catbug – ein Wesen, das teilweise eine Katze und ein Marienkäfer ist.
- Johnny Tezuka / Ralph Waldo Pickle Chips – Beths Vater
- Paralyzed Horse – Beths gelähmtes Pferd

## Produktion und Veröffentlichung
Die Serie entstand nach einer Idee von Pendleton Ward. Regie führten Adrian Thatcher, Breehn Burns und Jason Johnson. Für den Schnitt war Andy Tauke verantwortlich und die künstlerische Leitung lag bei Davian Bobrowska und Christy Beckert.
Die Produktion von Frederator Studios wurde hauptsächlich bei deren YouTube-Kanal Cartoon Hangover veröffentlicht. Ein Pilot-Kurzfilm wurde bereits am 10. Januar 2009 von Nicktoons Network ausgestrahlt. Ab dem 8. November 2012 folgte die Veröffentlichung bei Cartoon Hangover. In den folgenden Jahren wurden bis 2018 insgesamt 82 Folgen in vier Staffeln gezeigt. 2017 und 2018 wurde die Serie auch bei VRV in den USA und Teletoon in Kanada ausgestrahlt.
Im Oktober 2012 erschien außerdem ein Comic zu Bravest Warriors bei Boom! Studios.

## Synchronisation
| Rolle         | Sprecher          |
| ------------- | ----------------- |
| Chris Kirkman | Graeme Jokic      |
| Beth Tezuka   | Liliana Mumy      |
| Danny Vasquez | John Omohundro    |
| Wallow        | Ian Jones-Quartey |
| Plum          | Tara Strong       |